# Jaroslav Erik Frič
Jaroslav Erik Frič (14. srpna 1949 Horní Libina u Šumperka – 24. května 2019 Brno) byl moravský básník, hudebník, nakladatel a organizátor festivalů undergroundové kultury.

## Život
V Ostravě absolvoval gymnázium a roční kurs na jazykové škole (angličtina, ruština, francouzština, italština). Po státních zkouškách cestoval po západní Evropě, především po Anglii a Skotsku, kde se živil například jako pouliční hudebník (tzv. „busker“). Nejprve v Olomouci (Palackého univerzita), poté v Brně (Masarykova univerzita) studoval – poté co se rozhodl vrátit se do okupovaného Československa – angličtinu a filosofii. Absolvoval roku 1974. Protože nebyl ochoten dělat jakékoli ústupky svému morálnímu přesvědčení v době tuhé normalizace, vyučil se číšníkem a až do Sametové revoluce pracoval v podniku Restaurace a jídelny.
V roce 1969 začal šířit strojopisné opisy textů, později začal vydávat samizdaty (s básníky Petrem Mikešem a Eduardem Zachou, nejprve v Ostravě, později v Olomouci). Edice přešla (poté, co se spolupráce ujal básník a pozdější kněz Rostislav Valušek) v samizdatovou řadu Texty přátel. V roce 1973 Frič spolu s Jiřím Frišaufem a Jiřím Kuběnou v Brně na Veveří ulici č. 54 bytovou scénu Šlépěj v okně a stále vydává samizdaty (v Brně, Vranově nad Dyjí a Podhradí) pro nejbližší přátele. Většinou se jednalo o texty Josefa Šafaříka, Jiřího Kuběny; a vlastní sborníky „archového“ typu, v nákladech nejvýše 5–10 výtisků.
Po revoluci zakládá ve Vranově nad Dyjí nakladatelství Votobia. Po přizvání dalších společníků se nakladatelství přestěhovalo do Olomouce. Frič je nicméně po necelých dvou letech opouští a v červnu roku 1993 zřizuje v Brně nakladatelství Vetus Via. V roce 1999 se stal jedním ze signatářů monarchistického prohlášení Na prahu nového milénia, jehož autorem byl spisovatel Petr Placák. Od roku 2000 organizuje v Brně festival poesie Potulný dělník (název inspirovaný vedlejším významem slova „hobo“ nalezeném ve slovníku, který se organizátorům zalíbil). Založil dvě občanská sdružení: Proximus (2002) – „pro podporu a integraci osob, náležejících k menšinám, především rasovým, etnickým, náboženským a společensky, zdravotně a jinak handicapovaným“. Toto sdružení, opírané o „hloubku tradic země, a nejlepší projevy její kultury“ organizuje festivaly a dlouhodobé projekty, orientované multižánrově a akcentující celospolečenské apely (např. multikulturní festival Napříč-Konec Léta, již zmíněný festival poesie Potulný dělník, dětské dny Proti noci – v nás, dlouhodobý projekt Potulné akademie, a "permanentní" festival Uši a Vítr – múzické večery Potulné akademie (každý čtvrtek na různých místech Brna); a Christiania (2006) – obecně prospěšná společnost „pro podporu kultury, národní paměti a menšin“. Byl rovněž redaktorem dvou periodik sdružením Proximus vydávaných: revue BOX pro slovo-obraz-zvuk-pohyb-život (2× ročně) a novin Potulné akademie nazvaných Uši a Vítr (12× ročně). Český rozhlas realizoval tři jeho scénáře. Od listopadu 2006 vystupoval opět i jako „busker“. Od léta 2007 rovněž psal vlastní blog, za který byl v roce 2017 nominován na cenu Blog roku v rámci cen Magnesia Litera. Žil většinou v Brně.

## Dílo

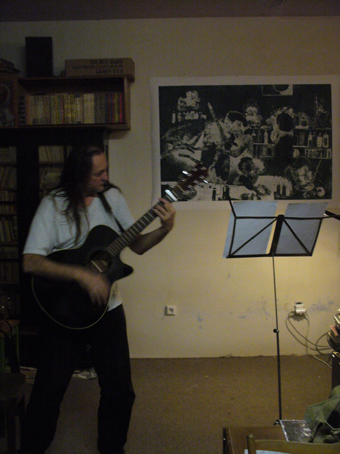
Jaroslav Erik Frič ve Vetus Vii

### Knihy
- Kolotoče bílé hlasy (básně z let 1986–1992), Vetus Via, Brno 1993, poezie
- Houpací kůň šera a jiné básně (1993–1995), Vetus Via, Brno 1998, poezie
- Americká antologie & Poslední autobus noční linky (1989 a 2003), bibliofilská edice Siluety, Zdeněk Janál, Prostějov 2004
- JEF - Psáno na vodu palbou kulometnou I., Jaroslav Erik Frič blogové deníky I./2007 , Dauphin, 2012
- Jsi orkneyské víno a jiné básně, Ears&Wind Records, říjen L. P. 2014
- Kolotoče bílé hlasy / Houpací kůň šera a jiné básně, Ears&Wind Records, červen L. P. 2016

### CD
- Jsi orkneyské víno (Poéma z let 1996-2000, hudba: brněnská rocková skupina Čvachtavý lachtan), Guerilla Records & Vetus Via, 2003
- S kým skončila noc (Poéma z let 2001-2002, hudba: část skupiny Čvachtavý lachtan a violoncellista Josef Klíč[5])
- Poslední autobus noční linky (Poéma z roku 2003, hudba Josef Klíč), obě vydány na značce Guerilla Records, 2006
- Na každý den napsal’s smrt (s Josefem Klíčem a dalšími), Guerilla Records, 2011

### Scénáře pro rádio
- Léon Bloy: Poutník Absolutna, 2003
- Ivan M. Jirous: Básník může být rád, že ho jeho bližní nezabijou, 2004
- Josef Šafařík: Cestou k poslednímu – i prvnímu, 2005